# 碧海台地
碧海台地（へきかいだいち）は、愛知県中央部、矢作川の右岸に位置する標高30-50mの台地。岡崎平野の一部である。

## 地理
愛知県中央部を流れる矢作川の中下流域には岡崎平野が広がっている。岡崎平野右岸の段丘面は、最上位段から丘陵性の藤岡面（第三紀）、三好面（更新世）、挙母面（更新世）、碧海面（更新世）であり、碧海面の通称が碧海台地である。
碧海台地は豊田市南部、安城市、刈谷市などに広がっており、おおむね古代の碧海郡に相当する範囲である。標高は豊田市南部で23-38m、安城市南部で12mであり、ほぼ平坦な台地といえるが、北東から南西に1/800から1/1500の傾斜を持つ。碧海台地の東縁は高低差5m以上の明瞭な段丘崖がみられる。

## 農業

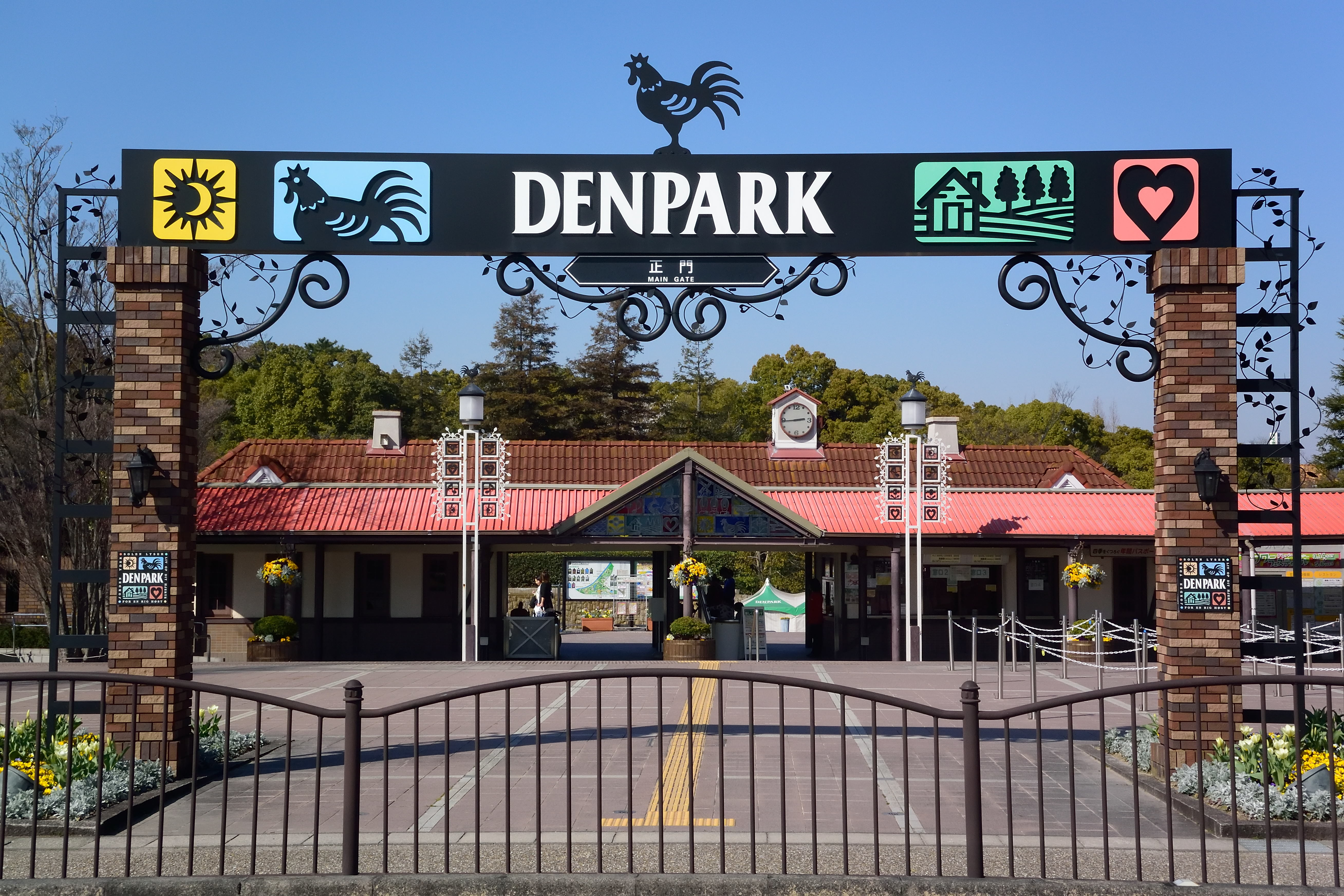
農業振興をテーマとする安城産業文化公園デンパーク

かつては安城が原や五ヶ野が原などとよばれる原野であり、小規模な開析谷で細々と稲作が営まれていた。台地上は水の乏しかったため、ため池が数多く築かれ、ため池の延面積は488町歩、1町歩以上もある大きなため池は84か所にも上った。

### 明治用水の導入

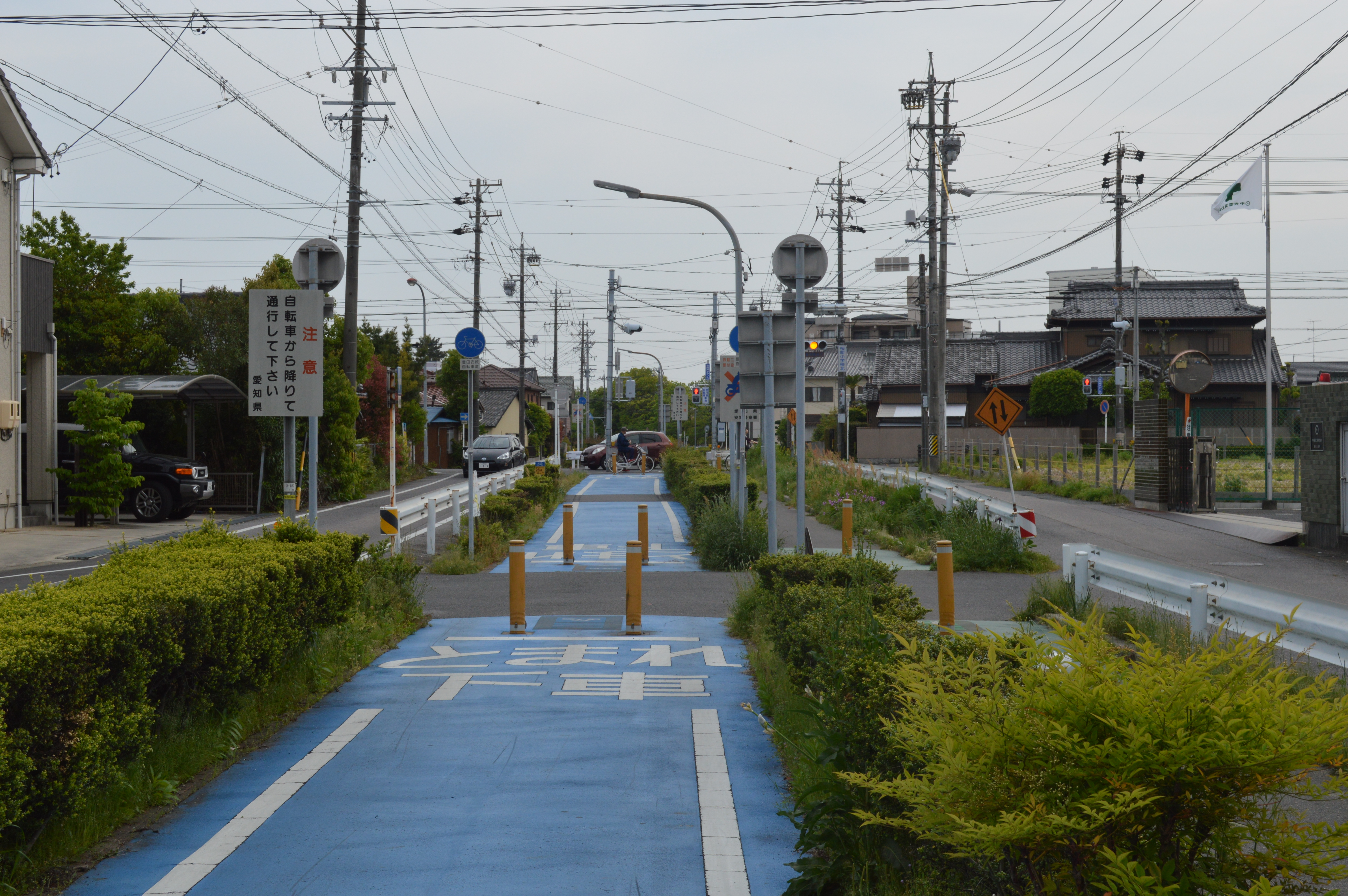
明治用水の上を走る自転車道

幕末には碧海郡和泉村（現在の安城市和泉町）の豪農である都築弥厚が用水の導入による新田開発を企てるが、既存の権益に固執する農民の妨害などに遭って失敗。幕府から一部の開発許可を得ていたものの、都築は膨大な借金を背負ったまま失意のうちに亡くなった。明治維新後には岡本兵松が都築の計画を引き継ぎ、別の方法で新田開発を計画していた伊予田与八郎も合流して、愛知県も関与した用水導入の計画を進めた。1879年（明治12年）に着工し、1884年（明治17年）に明治用水が完成した。
明治用水の導入で新田開発が進み、新たに8,800町歩の水田が開発されたほか、4,500町歩の水田が改良され、この台地の農業は目覚ましく発展した。碧海台地では水田稲作を核として、養鶏・養蚕・野菜栽培などの農業も行われるようになった。多角化された農業を農業先進国のデンマークになぞらえ、碧海台地または安城市は「日本デンマーク」と呼ばれている。